# Roca d'Alp
La Roca d'Alp és una muntanya de 1.443 metres que es troba al municipi d'Alp, a la comarca catalana de la Baixa Cerdanya.